# Enäjärvi (sjö, lat 60,33, long 23,73)
Enäjärvi är en sjö i Finland. Den ligger i kommunerna Salo och Lojo i landskapen Egentliga Finland och Nyland, i den södra delen av landet, 70 km väster om huvudstaden Helsingfors. Enäjärvi ligger 57,6 meter över havet. I omgivningarna runt Enäjärvi växer i huvudsak blandskog. Den är 19,57 meter djup. Arean är 12,68 kvadratkilometer och strandlinjen är 116,91 kilometer lång. Sjön  ingår i Kisko ås och Bjärnå å huvudavrinningsområde. 